# 彼と私と両家の事情
『彼と私と両家の事情』（かれとわたしとりょうけのじじょう、原題：媳妇的美好时代）は、2009年に中国で放送されたテレビドラマ。日本では2010年6月から8月にかけて、TOKYO MXのTHE KAROKU THEATERで放送された。

## 概要
2009年北京華録百納制作の現代を舞台にしたドラマで、笑いと涙で全中国の心をつかみ、上海での初放送で視聴率9.8％を記録し各省で軒並みトップの視聴率をたたき出しているホームラブコメディー作品。全36話。

## ストーリー
病院に勤務する看護師の毛豆豆（マオ・トウトウ）は、カメラマンの余味（ユー・ウェイ）とお見合いをする。豆豆は、元恋人に振られたばかり。一方、余味は見合いを繰り返し、理想の花嫁を探していた。2人は結婚するが、母親が3人、父親も3人、それに浮気癖のある弟、厳しく当たる妹など両家には複雑な家族事情があった。

## キャスト
（）内は日本語吹替え。
- 余味（ユー・ウェイ） - ホァン・ハイボー（高橋珍年）

トウトウの夫でカメラマン。最初は互いに反発しあっていたが、次第に魅かれ結婚することになった。人がよく優しい孝行息子だが八方美人なところがある。
- 毛豆豆（マオ・トウトウ） - ハイ・チン（志摩淳）

ウェイの妻。もともとは看護師だったが、姑であるシンメイが起こした医療事故で解雇される。その後、ベビーシッター、結婚相談所、エレベーターガールなど転職を繰り返し最終的にはメイリーの父のコネもあり再び看護師になった。姑のシンメイや小姑のハオのことでストレスを抱える。元恋人のリーの出現でウェイとの関係がギクシャクするが、友人としての関係になると確約した。その後、妊娠し第一子を出産する。
- 毛鋒（マオ・フォン） - リン・シェン（宮健一）

トウトウの弟。マジシャンでプレイボーイ。スースーと結婚するが、広東から連れてきたロンと結婚したいと言い出し結婚早々離婚してしまう。しかし、ロンに振られ精神的ショックを受ける。その後、田舎娘のメイリーと結婚するが再びロンが現れ、投資話を持ち出され家族を説得し一家総出で投資したがロンに騙されメイリーと離婚の危機に陥るがメイリーに謝り、劇団を結成し一緒に地方を巡業することになった。
- 余好（ユー・ハオ） - ユエ・ユエ

ウェイの妹。出版社に勤務するキャリアウーマン。結婚するが、直後に夫を事故で亡くす。その後、ウェイ、トウトウ夫婦と同居するがトウトウに辛く当たる。トウトウとの関係もありウェイに家から出ろと言われる。その後、母のシンメイの家に引っ越す。シンメイの再婚相手で義父のヤンの容態が悪くなり駆けつけたヤンの息子のイーファンに好意を寄せる。後にイーファンと結婚する。
- 曹心梅（ツァオ・シンメイ） - バイ・ハン（池田和美）

ウェイ、ハオの実母でトウトウの姑。ホンシュイと離婚後、ヤンと再婚する。そのため、前夫の再婚相手であるヤンとは非常に仲が悪い。倹約家でトウトウに対して口うるさい。ヤンの死後、遺書が見つかり前妻と同じ墓に入れてくれと書いてあり精神的ショックを受ける。追い打ちをかけるように、トウトウの弟のフォンに投資を勧められ投資するが詐欺だったことが発覚。倒れて病院に搬送され一時半身麻痺になってしまう。
- 毛建華（マオ・ジェンホア） - リー・グァンフー（塚本一郎）

トウトウ、フォンの父。元理髪師。浮気癖のあるフォンをいつも叱りつけている。フォンの投資話で責任を感じ、家を売ろうとする。
- 王盛紅（ワン・シェンホン） - リュウ・リーリー（平野奈穂）

トウトウ、フォンの母。姑と同居するトウトウをいつも心配している、やさしい母親。
- 潘美麗（パン・メイリー） - ジャン・ジァニン（勝田詩織）

田舎の出身。姉夫婦に連れられ都会に出てきてフォンのマジックを見て、フォンに惚れる。後に結婚するが、フォンが浮気しないよう常に気にしている。花屋を開業するが、ロンがフォンに持ちかけた投資話で親戚に迷惑をかけたと感じ花屋を売ろうとする。フォンとの離婚も考えたが、反省する姿を見て踏みとどまる。その後、フォンとともに劇団を結成し地方を巡業する。
- 楊一凡（ヤン・イーファン） - リー・クンリン

ヤン・シュの息子。ウェイやハオとは義理の兄弟。軍人であり、なかなか父のもとへ帰れない。母親はすでに他界しており父親の死後、天涯孤独になったと感じるがハオと結婚する。
- 秦素素（チン・スースー） - リャン・ジンコー（ひなたたまり）

フォンの前妻。結婚するもフォンが、連れてきたロンと結婚したいと言い出し離婚。娘をフォンの実家に預け出て行く。フォンとメイリーの結婚式に再び現れ式を混乱させる。翌日、両家に謝罪をし娘を連れて帰った。
- 竜瑾（ロン・ジン） - ドゥー・ウェイ

フォンが広東から連れてきた女社長。フォンとスースーを離婚に追い込み、フォンと交際するがあっさり振る。その後、再び姿を現しフォンに投資話を持ち出す。フォンから親戚中から集めたお金を預けられるが、実は詐欺だった。その後、通報され半年後に逮捕された。
- 姚静（ヤオ・ジン） - ガオ・バオバオ（黒田眞奈美）

ホンシェイの再婚相手。ウェイ、ハオの義母でトウトウの姑。広告会社を経営している。シンメイとは非常に仲が悪い。
- 余洪水（ユー・ホンシュイ） - 姬麒麟（柴田秀勝）

シンメイの前夫でウェイ、ハオの実父。シンメイとの離婚後、ヤオと再婚する。画家。

## スタッフ
- 脚本：王麗萍
- 監督：劉江
- 製作：北京華録百納影視有限公司、上海メディアグループ、北京電視台

## サブタイトル
- 第1話 - 見合いから始まる恋もある?
- 第2話 - 複雑な事情を乗り越えて
- 第3話 - 結婚までの長～い距離
- 第4話 - プロポーズはお手柔らかに
- 第5話 - 主導権はどっちが握る?
- 第6話 - 姑戦争、勃発！披露宴中止
- 第7話 - ストレスは、一つ屋根の下に
- 第8話 - 就職はしてみたけれど
- 第9話 - 夫婦喧嘩と、ひと目惚れ?
- 第10話 - 仁義なき恋愛事情
- 第11話 - 隠し通せるか、真実の証明
- 第12話 - ワタシ、結婚してます!
- 第13話 - 嫉妬から生まれる愛
- 第14話 - トラブルはマジシャン!
- 第15話 - 何でもやって、生きていこう
- 第16話 - 変わらない弟
- 第17話 - 結婚式は大混乱!姑暴れる
- 第18話 - 幸せの向こう側に見えるもの
- 第19話 - 諦めきれない想い
- 第20話 - 不愉快な元彼くん
- 第21話 - 我慢出来るか、爆発するか
- 第22話 - 未練を断ち切るトモダチ宣言!
- 第23話 - 伝えられない遺言
- 第24話 - 浮気心は止まらない!
- 第25話 - 涙、永遠の想い
- 第26話 - 複雑な心境、どうなる死後?
- 第27話 - わがままな姑の看病
- 第28話 - 一家集結?一家離散?
- 第29話 - 危ない儲け話
- 第30話 - 裏切られた行動
- 第31話 - 試される家族のきずな
- 第32話 - 温かいこころ
- 第33話 - 10万元の嘘
- 第34話 - 動き出す両家の事情
- 第35話 - 奇跡と嬉しい報告
- 第36話 - こんにちは、赤ちゃん

| TOKYO MX THE KAROKU THEATER              | TOKYO MX THE KAROKU THEATER                 | TOKYO MX THE KAROKU THEATER             |
| 前番組                                   | 番組名                                      | 次番組                                  |
| ---------------------------------------- | ------------------------------------------- | --------------------------------------- |
| 新・上海グランド （2010.2.4 - 2010.6.2） | 彼と私と両家の事情 （2010.6.3 - 2010.8.28） | 月と太陽の間で （2010.9.1 - 2010.11.3） |